# OXEA
Die OXEA GmbH ist ein internationales Chemieunternehmen mit Verwaltungshauptsitz (seit 2016) in Monheim am Rhein. Das Unternehmen ist ein weltweiter Hersteller von Oxo-Intermediaten und Oxo-Derivaten wie Alkohole, Polyole, Carbonsäuren, Spezialester und Amine.

## Geschichte

Das alte Firmenlogo der OXEA GmbH bis zur Integration in das Energieunternehmen OQ im Jahr 2020

Das Firmenlogo der OQ Chemicals GmbH von 2020 bis 2025 während der Zugehörigkeit zum Energiekonzern OQ

Die Unternehmensgeschichte wurde 2007 mit dem Verkauf der Celanese und der European Oxo (EOXO), einem Joint Venture von Celanese und Degussa, an die Privatinvestorfirma Advent International begründet. Daraus entwickelte sich das neue Unternehmen mit dem Firmennamen OXEA GmbH, welches nun die Produktionsstandorte Werk Ruhrchemie (Oberhausen, Deutschland) und Bay City (Texas, Vereinigte Staaten) in Besitz nahm. In den folgenden Jahren folgten zahlreiche Investitionen in neue Anlagenprojekte und die Neuausrichtung einiger Produktionsbereiche durch Verkauf gewisser Produktionsanlagen an andere Unternehmen. Im Jahr 2013 verkaufte Advent International die OXEA GmbH an die Oman Oil Company (OOC), ein omanisches Gas- und Mineralölunternehmen mit Sitz in Maskat.
Ende 2019 wurde nach zahlreichen Investitionsprojekten der Oman Oil Company und der Oman Oil Refineries and Petroleum Industries Company (ORPIC Group) durch Zusammenschluss von neun Teil- und Tochterunternehmen, die neue Markenidentität OQ gegründet. Die von der Oman Oil Company vollständig erworbene OXEA GmbH wurde im Mai 2020 in das neu gegründete Energieunternehmen OQ integriert und der Firmenname offiziell in OQ Chemicals GmbH umbenannt.
Anfang April 2025 gab das Unternehmen die neue Eigentümergemeinschaft, bestehend aus Strategic Value Partners, LLC und Blantyre Capital Limited, bekannt. Im Zuge des Eigentümerwechsels und Ausgliederung aus dem Energiekonzern OQ hat das Unternehmen den früheren Namen OXEA wieder angenommen.

## Produkte
OXEA GmbH ist ein bedeutender Hersteller von mehr als 70 Oxo-Intermediaten und Oxo-Derivaten, deren grundlegendes Herstellungsverfahren auf die Forschungsarbeit des deutschen Chemikers Otto Roelen zurückreicht. Als Oxo-Synthese oder auch Hydroformylierung bezeichnet man die Umsetzung von petrochemischen Ausgangsstoffen – vor allem Ethen und Propen – mit einem Gasgemisch aus Kohlenmonoxid und Wasserstoff (oft auch als Synthesegas bezeichnet), um daraus Aldehyde herzustellen, die durch weitere technische Prozesse in höher veredelte Zwischenprodukte und Spezialchemikalien überführt werden können. Das Produktportfolio der OXEA erstreckt sich von Alkoholen, Polyolen über Carbonsäuren und Carbonsäureester bis hin zu Aminen. Diese organischen Zwischenprodukte werden vor allem zur Herstellung von hochwertigen Beschichtungen, Schmierstoffen, kosmetischen und pharmazeutischen Produkten, Aroma- und Duftstoffen, Druckfarben sowie Kunststoffen verwendet.

### Produktportfolio Oxo-Intermediates
Im Produktportfolio Oxo-Intermediates werden verschiedene Zwischenprodukt angeboten.
Alkohole
- 2-Ethylhexanol (auch als OxBalance®)
- Isobutanol
- n-Butanol
- n-Propanol (auch als Biozid-Qualität)

Aldehyde
- 2-Ethylhexanal
- 2-Methylbutanal
- Isobutyraldehyd
- Isononanal
- Isovaleraldehyd
- n-Butyraldehyd
- n-Nonanal
- n-Undecanal
- n/iso-C13/C15-Aldehyd
- Propionaldehyd (auch als Sonderqualität)

Ester
- Isobutylacetat
- n-Butylacetat
- n-Propylacetat
- NPG Di-heptanoat (CQ)

### Produktportfolio Oxo-Derivate
Carbonsäuren
- Propionsäure
- n-Buttersäure
- Isobuttersäure
- 2-Ethylhexansäure
- n-Heptansäure
- Isononansäure
- Isopentansäure
- 2-Methylbuttersäure
- n-Valeriansäure
- 3-Methylbuttersäure (Isovaleriansäure)
- 2-Methylpentansäure
- Pelargonsäure (n-Nonansäure)

Polyole
- 1,3-Butylenglycol
- Neopentylglycol
- TCD-Alkohol
- Trimethylolpropan

Amine
- Isopropylamin
- Tri-n-propylamin
- n-Butylamin
- Di-n-butylamin
- Tri-n-butylamin
- 3-Methylbutylamin
- Di-(2-ethylhexyl)amin
- n-Octylamin

## Standorte

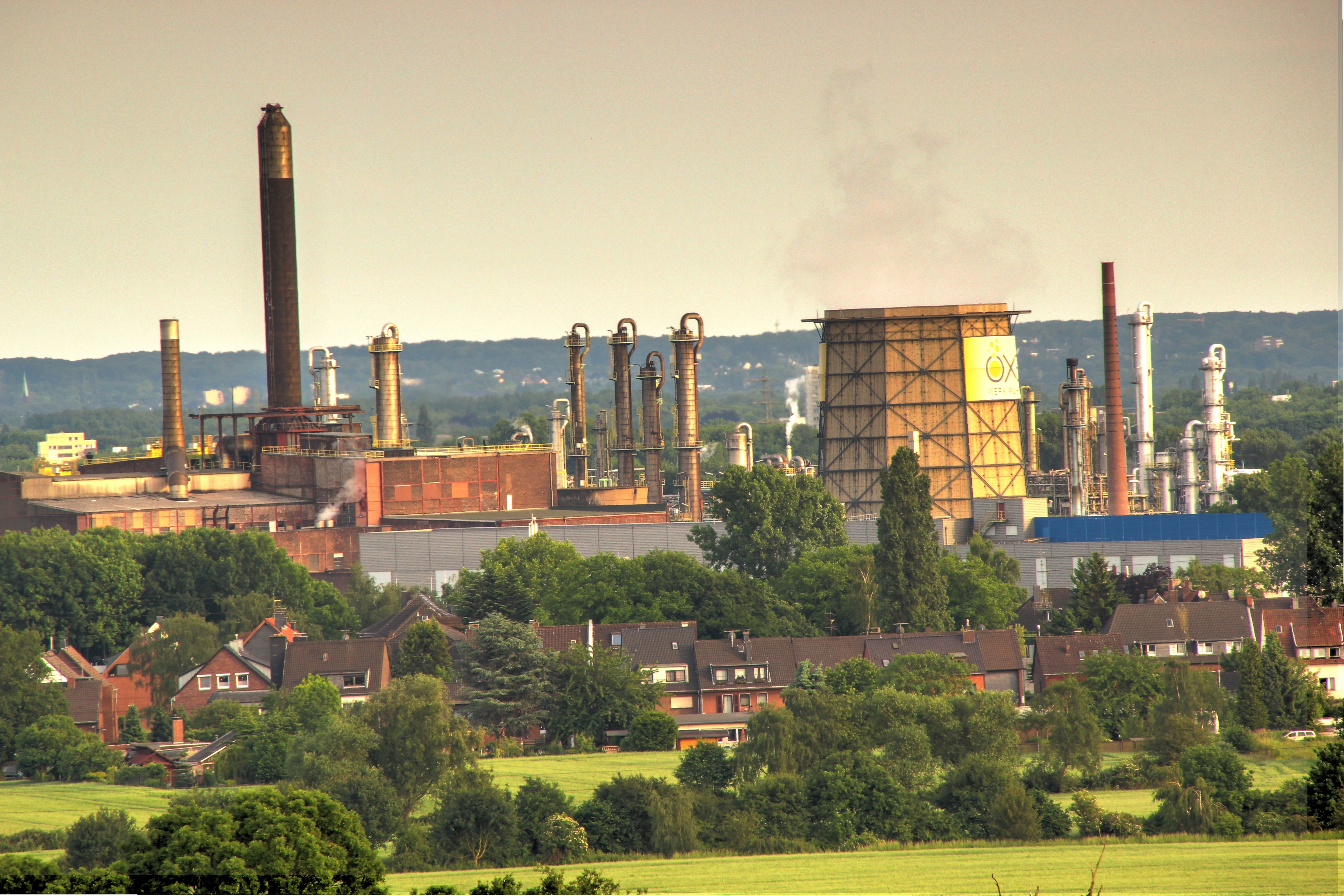
Das Hauptwerk Werk Ruhrchemie der OXEA GmbH am Standort Oberhausen

Der Hauptsitz der Konzernzentrale von OXEA GmbH ist Monheim am Rhein (Nordrhein-Westfalen, Deutschland).
Das Hauptwerk („Werk Ruhrchemie“) befindet sich in Oberhausen (Nordrhein-Westfalen, Deutschland). Der Produktionsstandort besitzt eine Größe von etwa 1,2 km2 und umfasst circa 1.000 Mitarbeiter. Die Produkte aus Oberhausen sind hauptsächlich Oxo-Intermediates und Oxo-Derivate.
Die OXEA Produktion GmbH & Co. KG befindet sich im 6,5 km2 großen Chemiepark Marl, von denen etwa 2 % von OXEA belegt werden. Die Mitarbeiterzahl umfasst hier etwa 70 Angestellte, die vorwiegend Oxo-Intermediates und Oxo-Derivate produzieren.
OXEA ist ebenfalls im asiatischen Raum vertreten und betreibt Produktionsanlagen – umfassend etwa 50 Mitarbeiter – im Nanjing Chemical Industrial Park zur Herstellung von Spezialderivaten. Geschäftsstellen sind in Nanjing, Singapur und Tokio angesiedelt.
In den Vereinigten Staaten ist OXEA Corporation mit einem Produktionsstandort in Bay City (Texas) vertreten. In dem 6,5 km2 großen Werk produzieren etwa 175 Mitarbeiter vor allem Oxo-Intermediates & Oxo-Derivate. Die OXEA LLC unterhält einen Produktionsstandort in Bishop (Texas), an dem etwa 40 Mitarbeiter Produkte aus dem Segment „Oxo-Derivate“ herstellen.
Aktuell beschäftigt OXEA weltweit etwa 1.200 Mitarbeitende (Stand: 2024).